# Homaloptera gymnogaster
Homaloptera gymnogaster är en fiskart som beskrevs av Bleeker, 1853. Homaloptera gymnogaster ingår i släktet Homaloptera och familjen grönlingsfiskar. Inga underarter finns listade i Catalogue of Life.